# Championnat de Gambie de football 2018-2019
 (décembre 2023).
Si vous disposez d'ouvrages ou d'articles de référence ou si vous connaissez des sites web de qualité traitant du thème abordé ici, merci de compléter l'article en donnant les références utiles à sa vérifiabilité et en les liant à la section « Notes et références ».
Navigation
Édition précédente Édition suivante
La saison 2018-2019 du Championnat de Gambie de football est la cinquante-et-unième édition de la GFA League First Division, le championnat national de première division en Gambie. Les quatorze équipes engagées sont regroupées au sein d'une poule unique où elles affrontent deux fois leurs adversaires, à domicile et à l'extérieur. En fin de saison, les deux derniers du classement sont relégués et remplacés par les deux meilleurs clubs de deuxième division.
C'est le club de Brikama United qui remporte la compétition cette saison après avoir terminé en tête du classement, avec un seul point d'avance sur le Real de Banjul, vainqueur de la Coupe de Gambie et six sur Armed Forces FC. C'est le second titre de champion de Gambie de l'histoire du club, après celui remporté en 2011.

## Participants
- Banjul United
- Real de Banjul
- Marimoo FC
- Hawks FC
- Tallinding United
- Brikama United
- Armed Forces FC
- Fortune FC
- Gambia Ports Authority
- Gamtel FC
- Samger FC - Promu de D2
- Wallidan FC - Promu de D2
- BK Milan FC - Promu de D2
- PSV Wellingara - Promu de D2

## Compétition

### Classement
Le classement est établi sur le barème de points suivant : victoire à 3 points, match nul à 1, défaite à 0.
| Rang | Équipe                 | Pts | J  | G  | N  | P  | Bp | Bc | Diff |
| ---- | ---------------------- | --- | -- | -- | -- | -- | -- | -- | ---- |
| 1    | Brikama United         | 46  | 26 | 12 | 10 | 4  | 27 | 15 | +12  |
| 2    | Real de BanjulC        | 45  | 26 | 12 | 9  | 5  | 29 | 12 | +17  |
| 3    | Armed Forces FC        | 40  | 26 | 8  | 16 | 2  | 21 | 11 | +10  |
| 4    | Fortune FC             | 39  | 26 | 9  | 12 | 5  | 22 | 17 | +5   |
| 5    | Gamtel FCT             | 36  | 26 | 9  | 9  | 8  | 27 | 25 | +2   |
| 6    | Hawks FC               | 35  | 26 | 7  | 14 | 5  | 14 | 13 | +1   |
| 7    | Marimoo FC             | 34  | 26 | 8  | 10 | 8  | 20 | 17 | +3   |
| 8    | Gambia Ports Authority | 34  | 26 | 8  | 10 | 8  | 17 | 14 | +3   |
| 9    | Wallidan FCP           | 34  | 26 | 8  | 10 | 8  | 22 | 24 | -2   |
| 10   | BK Milan FCP           | 32  | 26 | 6  | 14 | 6  | 16 | 16 | 0    |
| 11   | Banjul United          | 26  | 26 | 4  | 14 | 8  | 13 | 19 | -6   |
| 12   | Tallinding United      | 23  | 26 | 4  | 11 | 11 | 13 | 22 | -9   |
| 13   | Samger FCP             | 22  | 26 | 3  | 13 | 10 | 13 | 23 | -10  |
| 14   | PSV WellingaraP        | 18  | 26 | 2  | 12 | 12 | 15 | 41 | -26  |

|  | Qualification pour la Ligue des champions de la CAF 2019-2020                          |
|  | Relégation directe en deuxième division                                                |
|  | T : Tenant du titre C : Vainqueur de la Coupe de Gambie P : Promu de deuxième division |

## Bilan de la saison
| Championnat de Gambie de football 2018-2019 |                           |
| Champion                                    | Brikama United (2e titre) |
| Coupes et trophées                          |                           |
| Vainqueur de la Coupe de Gambie 2018-2019   | Real de Banjul            |
| Qualifications continentales                |                           |
| Ligue des champions de la CAF 2019-2020     | Brikama United            |
| Coupe de la confédération 2019-2020         | Aucun                     |
| Promotions et relégations                   |                           |
| Promus en First Division                    | Waa Banjul FC             |
| Promus en First Division                    | Sporting Real Banjul      |
| Relégués en Second Division                 | Samger FC                 |
| Relégués en Second Division                 | PSV Wellingara            |